# Centaurea daralagoezica
Centaurea daralagoezica là một loài thực vật có hoa trong họ Cúc. Loài này được (Fomin) Greuter mô tả khoa học đầu tiên năm 2003.